# Гандавьюха сутра
Гандавьюха сутра — одна из наиболее важных сутр буддизма Махаяны, заключительная часть Аватамсака-сутры или «Сутры цветочной гирлянды».

## Содержание
В тексте Гандавьюха сутры описывается образ сети Индры — сеть из драгоценных камней, охватывающая собой весь мир. При этом каждый из каменьев отражал все остальные камни и сам также отражался в них: все в одном, одно во всем, все во всем, одно в одном.

## Роль в культуре
Перевод на китайский язык Гандавьюха сутры, выполненный Праджной в 796—798 годах под названием «Хуаянь цзин», стал наиболее популярным в китайском буддизме вариантом «Хуаянь цзин» и стал в нём основой учения школы Хуаянь